# Mihail Fichtenholz
Mihail Izrailevics Fichtenholz (Odessza, 1920. június 1. – Moszkva, 1985. június 4.) szovjet hegedűművész. A kiváló pedagógus, Pjotr Sztoljarszkij tanítványaként 15 évesen megnyerte a fiatal előadóművészek országos versenyét Leningrádban.

## Pályafutása
1937-ben, korának egyik legrangosabb nemzetközi versenyén, az International Ysaye Competitionön, Sztoljarszkij diákjai szenzációt keltettek. A fődíjakat David Ojsztrah, Borisz Goldstein, Jelizaveta Gilelsz és Mihail Fichtenholz gyűjtötte be.

„A foglalkozások eredményei mély benyomást keltettek: a szovjet iskola az arroganciával határos biztonsággal az elsőtől kezdve minden díjat elvitt. Ez utóbbit a legkisebb vita nélkül ítélték oda a nagyszerű David Ojsztrahnak. Mindenki másnak meg kellett elégednie a morzsákkal, még a belga hegedűiskola, bár mindig büszke volt, kudarcot vallott. Arthur Grumiaux és Carlo Van Neste hiánya miatt, a két fiatal,  tapasztalatlan muzsikus nem tudta meggyőzni a zsűrit.”

Pedagógus lett, akárcsak David Ojsztrah, Jelizaveta Gilelsz és mások.
Joszif Sztálin rendszerének csúcspontján (Nagy tisztogatás) Mihail feleségül vette egy magas rangú kormányzati tisztviselőnek, akit később „a nép ellenségeként” kivégeztek, leányát. Rokonai azonnal kiestek a diktátor kegyeiből, és Mihailnak azt mondták, váljon el politikailag „szennyezett” feleségétől. Fichtenholz nem volt hajlandó elválni tőle, és azonnal lemondta az összes rangos koncertjét. Az idegi megerőltetés súlyosan megviselte, és az egyik keze megmacskásodott – néhány percnyi játék után a fájdalom megállásra kényszerítette.
Elkezdett népszerű zongora- és zenekari darabokat hangszerelni, olyan stúdióban dolgozott, ahol mindig tudott pihenni és elviselni a fájdalmat. Egyre inkább a tanításba menekült, majd nem sokkal ezután a moszkvai Gnyeszin Állami Zenei Főiskolán tanított.
A hatvanas évek közepén egy vezető pszichoterapeuta rábírta, hogy újra játsszon. Kollégái legnagyobb meglepetésére gyorsan helyreállította Mihail kezének mozgásképességét, aki éjjel-nappal próbált, és miután 23 évig távol volt a pódiumtól, újra játszani kezdett. Az elveszített idő visszaszerzéséhez nagy erőfeszítésre volt szüksége.

## Családja
Leánya, Natalja Fichtenholz ott folytatja, ahol apja abbahagyta: hegedűművész és tehetséges tanár is, tanítványait a néhai Pjotr Sztoljarszkij által hagyott nagy hagyományok szerint neveli. Emellett egy sor CD-t is kiadott néhai édesapja felvételeivel.

## Fordítás
- Ez a szócikk részben vagy egészben  a   Mikhail Fichtenholz című angol Wikipédia-szócikk ezen változatának fordításán alapul.  Az eredeti cikk szerkesztőit annak laptörténete sorolja fel. Ez a jelzés csupán a megfogalmazás eredetét és a szerzői jogokat jelzi, nem szolgál a cikkben szereplő információk forrásmegjelöléseként.